# Круст

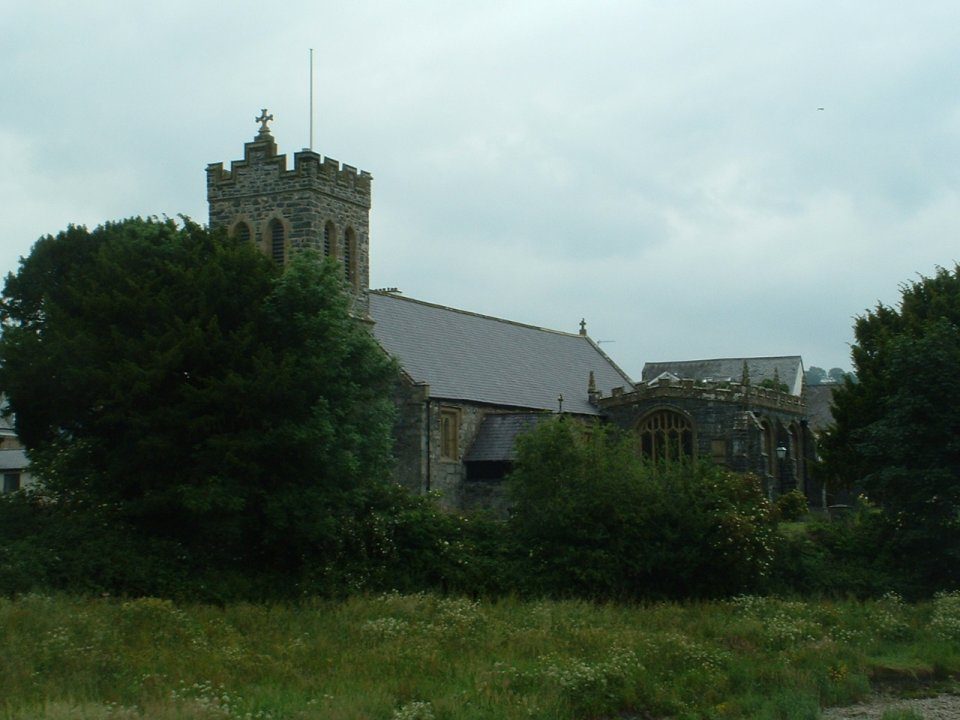
Храм святого Круста

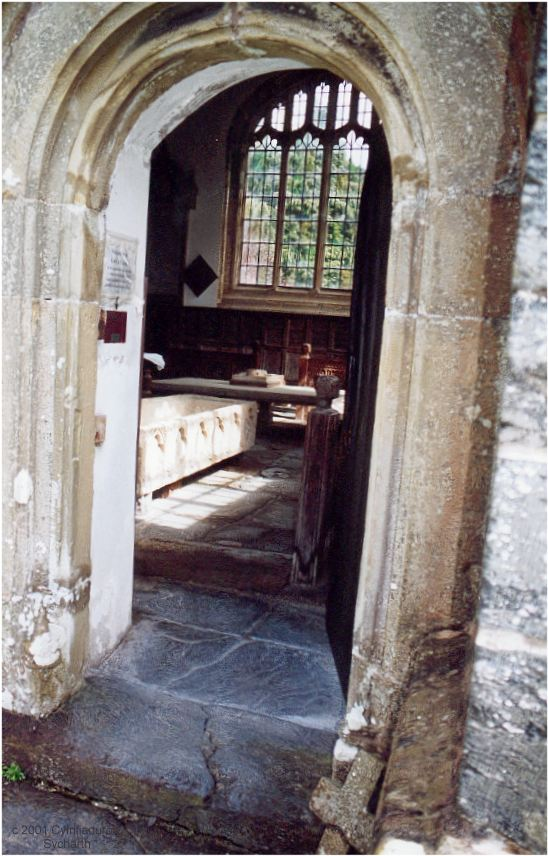
Усыпальница семьи Лливелин ап Иорверта в храме святого Круста

Крус или Груст (англ. Grewst, Crust, VI век) — святой исповедник валлийский. День памяти — 1 декабря.

## Биография
Святой Груст подвизался Денбишире (Denbighshire), Уэльс. Память о нём сохранилась в названии городка Ланруст (Llanrwst), где сохранился храм, освящённый в его честь.